# Undone
Undone é o terceiro álbum de estúdio da banda MercyMe, lançado a 20 de Abril de 2004. 

## Faixas
Todas as faixas por MercyMe e Pete Kipley, exceto onde anotado.
1. "Where You Lead Me" - 3:37
2. "Everything Impossible" - 3:35
3. "Here With Me" - 4:09
4. "In The Blink of An Eye" - 3:16
5. "Unaware" - 4:08
6. "Homesick" (Millard) - 3:39
7. "When You Spoke My Name" - 3:37
8. "A Million Miles Away" - 3:22
9. "Caught Up In The Middle" - 3:24
10. "Never Alone" - 3:37
11. "Undone"  - 4:21
12. "Shine On" - 3:57
13. "Keep Singing" (Graul, Kipley, Millard) - 2:51

## Paradas
| Ano  | Paradas              | Posição |
| ---- | -------------------- | ------- |
| 2004 | Billboard 200        | 12      |
| 2004 | Top Christian Albums | 1       |

## Recepção pela crítica
| Críticas profissionais | Críticas profissionais |
| Avaliações da crítica  | Avaliações da crítica  |
| Fonte                  | Avaliação              |
| ---------------------- | ---------------------- |
| allmusic               | link                   |
| Jesus Freak Hideout    | link                   |

## Créditos
- Jim Bryson - Sintetizador, piano órgão
- Barry Graul - Guitarra
- Bart Millard - Vocal
- Mike Scheuchzer - Guitarra
- Robby Shaffer - Bateria
- Matt Slocum - Violoncelo
- Nathan Cochran - Baixo